# Powiat Bóly
Powiat Bóly (węg. Bólyi járás) – jeden z jedenastu powiatów komitatu Baranya na Węgrzech. Siedzibą władz jest miasto Bóly.

## Miejscowości powiatu Bóly
- Babarc
- Belvárdgyula
- Bóly
- Borjád
- Hásságy
- Kisbudmér
- Liptód
- Máriakéménd
- Monyoród
- Nagybudmér
- Olasz
- Pócsa
- Szajk
- Szederkény
- Töttös
- Versend